# Венсборо (Північна Кароліна)
Венсборо (англ. Vanceboro) — місто (англ. town) в США, в окрузі Крейвен штату Північна Кароліна. Населення — 869 осіб (2020).

## Географія
Венсборо розташоване за координатами 35°18′11″ пн. ш. 77°9′24″ зх. д. / 35.30306° пн. ш. 77.15667° зх. д. (35.303057, -77.156700).  За даними Бюро перепису населення США в 2010 році місто мало площу 4,44 км², уся площа — суходіл.

## Демографія
Згідно з переписом 2010 року, у місті мешкало 1005 осіб у 383 домогосподарствах у складі 280 родин. Густота населення становила 226 осіб/км².  Було 429 помешкань (97/км²).
Расовий склад населення:
| - 65,1 % — білих - 30,0 % — чорних або афроамериканців - 0,6 % — корінних американців |

До двох чи більше рас належало 3,8 %. Частка іспаномовних становила 2,6 % від усіх жителів.
За віковим діапазоном населення розподілялося таким чином: 32,7 % — особи молодші 18 років, 55,8 % — особи у віці 18—64 років, 11,5 % — особи у віці 65 років та старші. Медіана віку мешканця становила 31,1 року. На 100 осіб жіночої статі у місті припадало 74,5 чоловіків;  на 100 жінок у віці від 18 років та старших — 68,6 чоловіків також старших 18 років.
Середній дохід на одне домашнє господарство  становив 47 634 долари США (медіана — 36 932), а середній дохід на одну сім'ю — 48 842 долари (медіана — 41 875). За межею бідності перебувало 28,4 % осіб, у тому числі 53,8 % дітей у віці до 18 років та 8,9 % осіб у віці 65 років та старших.
Цивільне працевлаштоване населення становило 462 особи. Основні галузі зайнятості: публічна адміністрація — 21,4 %, освіта, охорона здоров'я та соціальна допомога — 18,8 %, роздрібна торгівля — 13,0 %, транспорт — 11,3 %.